# جوستاف لانداور

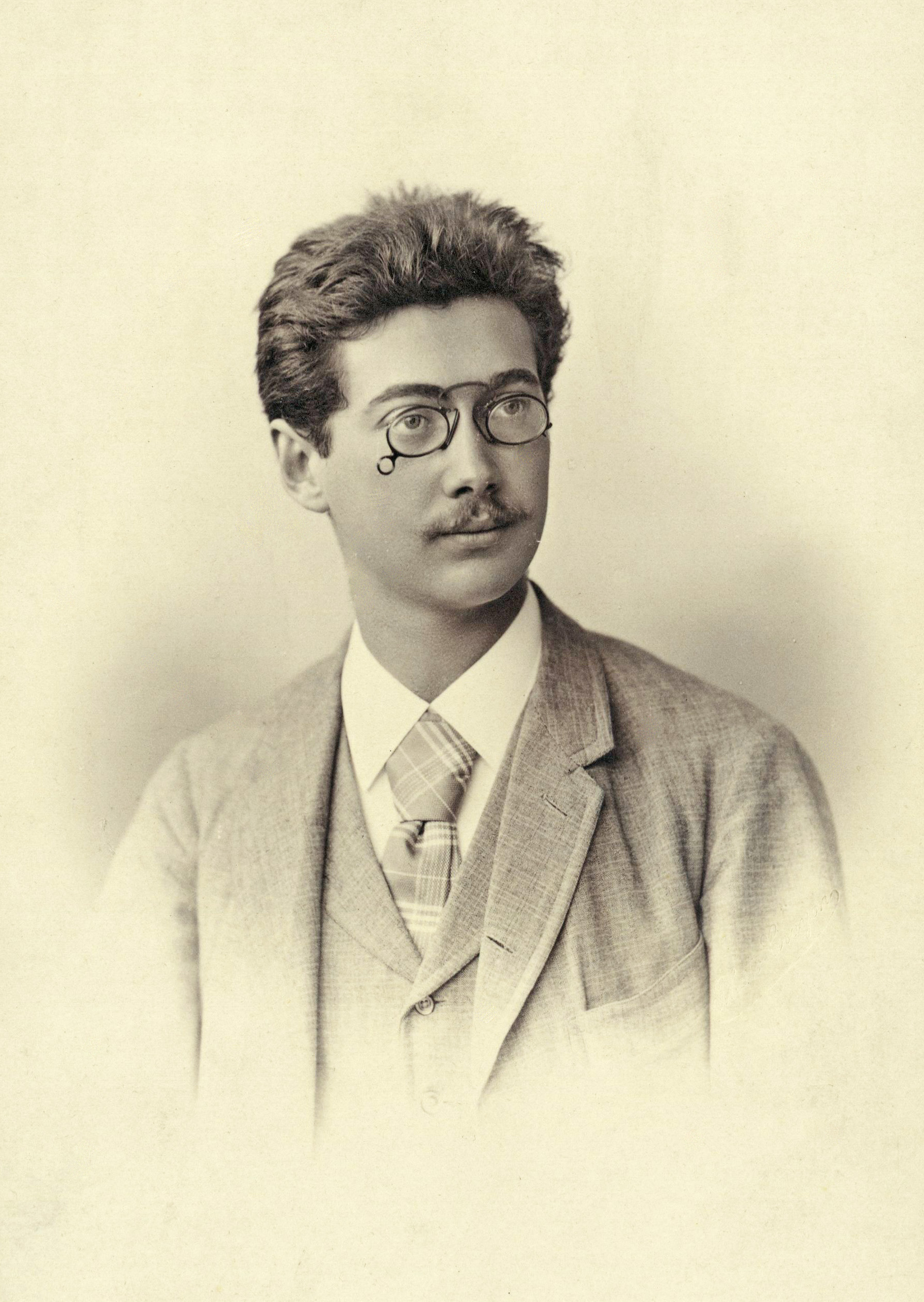
غوستاف لانداور عام 1892م.

غوستاف لانداور (بالألمانية: Gustav Landauer)، مفكر ألماني فوضوي اشتراكي وابن تاجر ثري. ولد في 7 أبريل 1870 في كارلسروه، ألمانيا، درس الفلسفة ولكنه طُرد من الجامعة بعد أن حُكم عليه بالسجن عام 1893 لأنه حرَّض مجموعة من العمال على الثورة. ثم قُبض عليه مرة أخرى عام 1896 وهو يدعو إلى التمرد.

## أفكاره
يتسم فكر لانداور بأنه فكر صوفي عضوي حلولي فوضوي، فقد تأثر بأفكار الفوضوي الروسي كروبتكين. وقام لانداور بترجمة أعمال المتصوف الألماني مايستر إيكهارت إلى الألمانية الحديثة. ووجد أن فلسفة صديقه فريتز ماوثنر في اللغة قد فتحت آفاقاً عظيمة لكل من التعددية الفلسفية والصوفية، فهي فلسفة إلحادية تماماً ترى أن كل فكر يُرد إما إلى المادة أو إلى أوهام الإنسان. وهي فلسفة أعلنت أن من المستحيل الوصول إلى أية حقيقة من خلال اللغة، وهو ما يعني أن الحقيقة فردية نسبية، وما يقوله شخص لا يفهمه شخص غيره، ومن هنا التعددية (الفوضوية) والنسبية والفردية الصوفية. وقد رفض لانداور أية سلطة أو إدارة مركزية واقترح بدلاً من ذلك ما سماه «الرابطة الاشتراكية» التي ستحل محل الدولة والاقتصاد الرأسمالي. فطالب بثورة يلعب فيها الأفراد (لا الطبقة العاملة) دوراً أساسياً، أفراد سيقومون بصياغة علاقات تعاونية جديدة لتؤسِّس أسلوباً جديداً للحياة من خلال القدوة الحسنة وليس من خلال السياسة أو الحزب.
وحينما اندلعت الحرب العالمية الأولى عارضها لانداور، وتحمَّس لانتفاضة بافاريا، ودعاه إيسنر (رئيس وزراء جمهورية بافاريا) إلى ميونيخ وعيَّنه وزيراً، وقد استمر في منصبه بعد اغتيال إيسنر بعد إعلان بافاريا جمهورية سوفيتية التي تولى قيادتها في البداية اشتراكيون مستقلون وناشطو سلام مثل إيرنيت تولر وسيلفيو غيزل، ولاسلطويون مثل غوستاف لانداور وإيريك موهسام، إلى أن استقال منها بعد سيطرة الشيوعيين عليها لاحقا.
ورغم أن لانداور، ذو الأصل اليهودي، كان لادينيا، إلا أن استخدامه بعض الأفكار والمصطلحات اليهودية جعل الكثيرين يعتبرونه مسئولاً عن كثير من الجرائم التي ارتكبتها جمهورية بافاريا[بحاجة لمصدر]، كما ارتبط اسمه بالدعاية اليمينية المعادية لليهود باعتبارهم من دعاة الفوضوية التي اعتبرتها مسؤولة عن ضعف ألمانيا. وقد قُتل لانداور في الشارع حينما وصلت القوات الألمانية النظامية وقضت على الجمهورية في 2 مايو 1919 .

## آثاره
صدرت للانداور رواية عام 1893، كما صدرت له مجموعة قصص قصيرة عام 1903، وله دراسات في أعمال شكسبير المسرحية وفي النظرية الاشتراكية. وقد أثر فكر لانداور في كثير من المفكرين اليهود والصهاينة، خصوصاً مارتن بوبر، ويبدو أن معظم أفكار بوبر الاشتراكية الصوفية تعود إلى لانداور.